# 1 Ochotniczy Oddział Kubański
1 Ochotniczy Oddział Kubański (ros. 1-й Добровольческий Кубанский отряд) - ochotnicza jednostka wojskowa białych o charakterze partyzanckim podczas wojny domowej w Rosji.
Na przełomie 1917 i 1918 r. na Kubaniu, który został odcięty przez wojska bolszewickie od obszarów nad Donem, powstało szereg kozackich oddziałów partyzanckich. Jednym z najsłynniejszych był 1 Ochotniczy Oddział Kubański pod dowództwem kpt. (wkrótce pułkownika) Wiktora L. Pokrowskiego. Został on sformowany 2 stycznia 1918 r. w Jekaterynodarze. Składał się w większości z młodych kozackich oficerów do stopnia kapitana. Pod koniec stycznia liczył 120-160 ludzi z 4 karabinami maszynowymi i 4 działami. Później jego liczebność wzrosła do ok. 350 żołnierzy. W tym czasie, działając na tichoreckim kierunku, połączył się z oddziałem starsziny wojskowego Gałajewa. Prowadził zwycięskie walki z oddziałami bolszewickimi w rejonie wsi Enem i stanicy Georgije-Afinskaja. 3 lutego 1918 r. powrócił do Jekaterynodaru, który 1 marca zmuszony był zostawić pod naporem przeważających wojsk bolszewickich. Tego dnia gen. mjr W. L. Pokrowski został mianowany głównodowodzącym Armią Kubańską. W jej skład wszedł m.in. 1 Ochotniczy Oddział Kubański. Na pocz. marca oddziały Kozaków kubańskich połączyły się z Armią Ochotniczą, przybyłą na Kubań znad Donu.